# Lubna El-Shanti
Lubna El-Shanti, född 25 maj 1991 Kiev i Ukrainska SSR i dåvarande Sovjetunionen, är en svensk journalist. Hon är korrespondent i Ukraina för Sveriges Radio. Tidigare var hon Östersjökorrespondent. Hon har belönats med flera priser för sin rapportering. 

## Biografi
Lubna El-Shanti tillbringade sina första år i Kiev. Hennes far kom från Palestina och modern från Ukraina. Familjen kom till Sverige som flyktingar 1996. Hon var då fem år gammal. Den första tiden bodde de på en flyktingförläggning i Flen.
Efter studenten tjänstgjorde hon som informatör i Försvarsmakten, till en början vid Ledningsregementet i Enköping och därefter en period i Afghanistan. El-Shanti studerade statsvetenskap, internationella relationer och nationalekonomi. Under 2014 fick hon anställning vid Sveriges ambassad i Moskva.
Som journalist har hon arbetat på tidningen Folket, nyhetsbyrån Omni och Ekots utrikes-redaktion. Karriären som korrespondent tog fart 2018 då hon utsågs till "trainee i Nils Horners anda". Efter genomgånget program utsågs hon 2020 till Sveriges Radios Östersjökorrespondent med bas i Helsingfors. Sedan Rysslands invasion av Ukraina inleddes i februari 2022 har hon rapporterat från Ukraina. Hon har också formellt utsetts till Sveriges Radios korrespondent i landet.

## Priser och utmärkelser
El-Shanti tilldelades tidningen Journalistens pris Årets stilist 2021. Tillsammans med sin kollega Johan Mathias Sommarström nominerades hon 2022 till Stora Journalistpriset i kategorin "årets röst" för deras arbete i Ukraina. Hon tilldelades Nils Horner-priset 2023. El-Shanti tilldelades Publicistklubbens pris Guldpennan 2023.